# Алексеевское (Рамешковский район)
Алексе́евское — деревня в Рамешковском районе Тверской области. Относится к сельскому поселению Заклинье. По данным переписи 2002 года население — 210 жителей, русские и карелы.

## География
Расположена в 14 километрах к северу от районного центра Рамешки, в 3 километрах от села Заклинье, на автодороге «Тверь—Бежецк» на берегу реки Каменка.
В 1997 году — 90 хозяйств, 196 жителей. Центральная усадьба колхоза им. Ленина. Почтовое отделение, клуб, библиотека, медпункт, магазин.

## История
Пустошь Алексеево «в порозжих землях» Каменского стана Бежецкого верха упоминается в писцовой книге 1627—1629 годов. Позже на эти земли началось организованное московским правительством переселение православных карел из Корельского уезда (Карельский перешеек), отошедшего к Швеции по Столбовскому миру.
- В 1709 году в селе Алексеевское Каменского стана Великого Государя дворцовой карельской волости значились 11 крестьянских дворов (25 человек), 6 бобыльских дворов (8 человек) 1 двор пустой, 3 человека в солдатах, 1 человек умер в Петербурге на стройках, 1 сбежал, 3 нищих.
- В 1859 году в карельском владельческом селе Алексеевское 34 двора, 245 жителей (114 мужчин и 131 женщина), есть церковь. Последняя владелица — статская советница А. В. Демьянова.
- В 1882 году построена каменная Покровская церковь.
- В 1886 году открыта церковно-приходская школа.
- В 1887 году в селе Алексеевском Заклинской волости Алексеевского прихода Бежецкого уезда жили бывшие помещичьи крестьяне, русские и карелы, 61 двор, 332 жителя (163 мужчины и 169 женщин). На военной службе находилось 4 человека. Грамотных — 25 мужчин и 1 женщина, учились 18 мальчиков и 1 девочка.

Крестьяне прирабатывали промыслами: валили и разделывали лес, изготовляли дрань кровельную, выжигали уголь, производили дёготь. Продукцию сбывали в базарные дни в Замытье и Бежецке. В селе был постоялый двор, винная лавка, две кузницы, мелочная лавка, ветряная мельница.
- В 1918 году создан Передовой сельский Совет (существовал до 1954 года).
- В 1920 году — в селе 532 жителя, в 1920-е годы здесь 2 чайные лавки, молочный, дегтярный заводы, мельница.
- В 1931 году большинство крестьян организовали колхоз сначала с названием «Красные лужи», затем — «Красный пахарь» (104 хозяйства).
- В 1936 году село Алексеевское — центр Передового сельсовета Рамешковского района Калининской области, 105 хозяйств, население — 370 человек. Работали мельница и кузница. Была школа I ступени на карельском и русском языках. Кроме села в сельский Совет входили деревни Власиха, Заручье, Перепечкино, Семжино, хутора Здиха, Клорчиха, Красный Сокол, Курилково.
- С войны 1941—1945 годов не вернулись 60 жителей деревни.
- В 1950 году колхоз укрупнился и стал называться им. Ленина.
- В 1989 году (перепись) — 214 жителей, 130 — русские, 84 — карелы.
- В 2001 году в деревне в 93 домах постоянно проживали 222 человека, 17 домов — собственность наследников и дачников.

## Население
| 1859 | 1936 | 1989 | 2002 | 2008 | 2010 |
| ---- | ---- | ---- | ---- | ---- | ---- |
| 245  | ↗370 | ↘214 | ↘210 | ↗240 | ↘212 |